# José Carlos Ramírez Suárez
José Carlos Ramírez Suárez (Paradas, 10 maggio 1996) è un calciatore spagnolo, difensore dello Zamora CF.

## Caratteristiche tecniche
È un difensore centrale.

## Carriera
Cresciuto nelle giovanili del Real Betis, ha esordito il 29 novembre 2016 in occasione del match di Coppa del Re vinto 1-0 contro il Deportivo La Coruña.